# Полуновский, Валерий Фёдорович
Валерий Фёдорович Полуновский (1920—1998) — советский военный лётчик. Участник Великой Отечественной войны. Герой Советского Союза (1990). Старший лейтенант. В октябре 1943 года в районе озера Ильмень Новгородской области на самолёте Як-1 тараном уничтожил немецкий многоцелевой самолёт «Ме-110».

## Биография
Валерий (Валериан) Фёдорович Полуновский родился 15 июня 1920 года в селе Прокопьевка Кузнецкого уезда Томской губернии РСФСР (ныне город Прокопьевск Кемеровской области Российской Федерации) в рабочей семье. Русский. Окончил 7 классов школы в 1936 году и Прокопьевское горнопромышленное училище в 1938 году. Одновременно с учёбой занимался в Прокопьевском аэроклубе Осоавиахима. До призыва на военную службу работал на шахте.
В ряды Рабоче-крестьянской Красной Армии В. Ф. Полуновский был призван Прокопьевским райвоенкоматом Новосибирской области в 1939 году. Окончил 30-ю Военную школу пилотов имени А. К. Серова. Затем некоторое время служил в ней инструктором. В 1940—1941 годах служил лётчиком-инструктором в учебном авиационном полку в городе Молотове.
Осенью 1941 года Валерия Фёдоровича направили в Киров, где шло формирование 691-го ночного легкобомбардировочного авиационного полка. В боях с немецко-фашистскими захватчиками сержант В. Ф. Полуновский с января 1942 года в должности пилота ночного ближнего бомбардировщика У-2 2-й авиационной эскадрильи 691-го легкобомбардировочного авиационного полка ВВС 54-й армии Ленинградского фронта. С июня 1942 года полк действовал на Волховском фронте, а 27 июля 1942 года он был переформирован в 691-й смешанный армейский авиационный полк. С августа 1942 года полк входил в состав 14-й воздушной армии. За время боевой работы в полку сержант В. Ф. Полуновский совершил на бомбардировщике У-2 144 боевых вылета на бомбардировку войск противника и доставку продовольствия действовавшим в тылу врага подразделениям Красной Армии и партизанам, сбросил на позиции неприятеля свыше 7600 килограммов авиабомб. Осенью 1942 года Валерий Фёдорович прошёл переобучение на лётчика-истребителя и получил офицерское звание. В ноябре 1942 года младший лейтенант В. Ф. Полуновский был назначен на должность штурмана 1-й истребительной авиационной эскадрильи 691-го смешанного армейского авиационного полка. Воевал на истребителе И-16. С ноября 1942 года по март 1943 года Валерий Фёдорович совершил 35 боевых вылетов на разведку и штурмовку войск противника. 17 января 1943 года в воздушном бою в районе 8-го посёлка младший лейтенант Полуновский сбил свой первый вражеский истребитель Ме-109.
В марте 1943 года 691-й смешанный армейский авиационный полк был расформирован. Валерий Фёдорович был направлен в запасной полк, где прошёл переобучение на истребителях семейства Як. В дальнейшем воевал на самолётах Як-1 и Як-7Б. В июне 1943 года В. Ф. Полуновский был произведён в лейтенанты и назначен на должность командира эскадрильи 845-го истребительного авиационного полка 269-й истребительной авиационной дивизии 14-й воздушной армии. За период с июля по август 1943 года его эскадрилья совершила 170 успешных боевых вылетов, в том числе 124 — на прикрытие наземных войск, 32 — на сопровождение штурмовиков и бомбардировщиков, 7 — на перехват самолётов противника, 4 — на разведку и 3 — на выполнение специальных заданий командования. За успешные действия эскадрильи по прикрытию 8-й армии два лётчика и пять человек технического состава были награждены высокими правительственными наградами. Лучший командир-лётчик дивизии лейтенант Полуновский был награждён орденом Александра Невского и поощрён ценным подарком от имени командующего 14-й воздушной армии генерал-лейтенанта И. П. Журавлёва. Сам Валерий Фёдорович за это время совершил 52 боевых вылета, в 8-ми воздушных боях сбил 5 самолётов противника. 30 июля 1943 года в одиночку он вступил в бой с четырьмя ФВ-190 и одержал победу, сбив два вражеских самолёта. 17 августа 1943 года, несмотря на сильный зенитный огонь, лейтенант В. Ф. Полуновский сбил вражеский аэростат-корректировщик артиллерийского огня. В октябре 1943 года на истребителе Як-1 у озера Ильмень Валерий Фёдорович тараном уничтожил вражеский многоцелевой самолёт Ме-110, после чего посадил сильно повреждённую машину на свой аэродром. Вскоре В. Ф. Полуновский был произведён в старшие лейтенанты и был представлен к званию Героя Советского Союза.
Всего к марту 1944 года на личном счету старшего лейтенанта В. Ф. Полуновского было 479 боевых вылетов, из них 13 — ночью. В 46 воздушных боях он сбил 13 самолётов противника, один из которых — тараном. 27 марта 1944 года Валерий Фёдорович выполнял задание по сопровождению группы Ил-2. При штурмовке вражеского аэродрома Парканово его самолёт был подбит. Валерий Фёдорович выбросился из горящей машины на парашюте, но попал в плен. Первоначально был помещён в концлагерь Вистриц (Stalag IV C Wistritz), откуда 22 августа 1944 года совершил побег, но был схвачен и переведён в концлагерь Гросс-Розен. После второй неудачной попытки побега Валерий Фёдорович был переведён в лагерь смерти Бухенвальд. Освобождён советскими войсками 9 мая 1945 года.
После освобождения из Бухенвальда В. Ф. Полуновский более полугода провёл в лагере СМЕРШ под Уфой. После прохождения проверки Валерий Фёдорович 5 января 1946 года вернулся в свою часть, которая входила в состав Северной группы войск в Германии. Однако в августе 1946 года он был уволен из армии с формулировкой «за невозможностью дальнейшего использования». Валерий Фёдорович вернулся в Прокопьевск и пытался устроиться на работу в местный аэроклуб. Однако бывшему военнопленному в приёме на работу было отказано. В. Ф. Полуновский уехал в Пермь, где работал художником в декоративном цехе Пермского театра оперы и балета, затем в Пермском драматическом театре. В 1958 году Валерий Фёдорович был восстановлен в гражданских правах и сразу же устроился на работу лётчиком-инструктором в пермский аэроклуб ДОСААФ. После выхода на пенсию до 1986 года работал в аэроклубе методистом. За время работы в пермском аэроклубе Валерий Фёдорович подготовил более 250-ти лётчиков-спортсменов, многие из которых впоследствии стали лётчиками гражданской и военной авиации.
11 декабря 1990 года указом Президента Союза Советских Социалистических Республик N УП-1157 старшему лейтенанту в отставке Полуновскому Валерию Фёдоровичу было присвоено звание Героя Советского Союза. Умер Валерий Фёдорович 13 октября 1998 года. Похоронен в Перми на кладбище Банная Гора.

## Награды
- Медаль «Золотая Звезда» (11.12.1990);
- орден Ленина (11.12.1990);
- орден Красного Знамени (03.11.1942);
- орден Александра Невского (12.09.1943);
- орден Отечественной войны 1 степени (1985);
- орден Отечественной войны 2 степени (04.04.1943);
- медали, в том числе:

медаль «За оборону Ленинграда» (22.12.1942).

## Память
- Мемориальная доска в честь Героя Советского Союза В. Ф. Полуновского установлена на фасаде здания профессионального училища № 41 города Прокопьевска Кемеровской области.
- Мемориальная доска в честь Героя Советского Союза В. Ф. Полуновского установлена в городе Перми по адресу Тополёвый переулок, д. 6.
- Имя Героя Советского Союза В. Ф. Полуновского носит Пермский авиационно-спортивный клуб РОСТО.

## Документы
- Общедоступный электронный банк документов «Подвиг Народа в Великой Отечественной войне 1941—1945 гг.» Дата обращения: 24 июля 2012. Архивировано из оригинала 13 марта 2012 года.

Орден Красного Знамени. Дата обращения: 24 июля 2012. Архивировано 29 сентября 2012 года.
Орден Александра Невского. Дата обращения: 24 июля 2012. Архивировано 29 сентября 2012 года.
Орден Отечественной войны 2-й степени. Дата обращения: 24 июля 2012. Архивировано 29 сентября 2012 года.
- Обобщенный банк данных «Мемориал». Дата обращения: 24 июля 2012. Архивировано из оригинала 10 мая 2012 года.

ЦАМО, ф. 20243, оп. 2, д. 4. Дата обращения: 24 июля 2012. Архивировано 29 сентября 2012 года.
ЦАМО, ф. 33, оп. 11458, д. 604. Дата обращения: 24 июля 2012. Архивировано 29 сентября 2012 года.
ЦАМО, ф. 33, оп. 563787, д. 9. Дата обращения: 24 июля 2012. Архивировано 29 сентября 2012 года.
ЦАМО, ф. 33, оп. 11458, д. 240. Дата обращения: 24 июля 2012. Архивировано 29 сентября 2012 года.
РГВА, ф. 500, оп. 4, д. 364. Дата обращения: 24 июля 2012. Архивировано 29 сентября 2012 года.
- Указ Президента СССР от 11.12.1990 № УП-1157 «О присвоении звания Героя Советского Союза Полуновскому В. Ф.» Дата обращения: 26 апреля 2016.
- Решение Законодательного Собрания и Администрации Пермской области от 21.01.1999 № 379/5 «О присвоении пермскому авиационно-спортивному клубу РОСТО имени Героя Советского Союза Полуновского В. Ф.» Дата обращения: 24 июля 2012.